# Diversidad sexual en Chipre
Las personas del colectivo LGBT en Chipre se enfrentan a ciertos desafíos legales y sociales no experimentados por otros residentes. Las relaciones sexuales consensuales entre personas del mismo sexo fueron despenalizadas en 1998, sin embargo, en Chipre, la Iglesia Ortodoxa es socialmente conservadora y mantiene una influencia significativa en la opinión pública, especialmente cuando se trata de los derechos de las personas LGBT, persistiendo la violencia y la discriminación hacia esta comunidad en el país. Sin embargo, desde que Chipre solicitó ser miembro de la Unión Europea ha tenido que actualizar su legislación sobre Derechos Humanos, incluyendo leyes respecto a la orientación sexual e identidad de género.
En el 2015, se legalizaron las uniones civiles entre personas del mismo sexo, sin embargo, aun no se ha legislado a favor del matrimonio igualitario o la adopción homoparental. Por otra parte, las Marchas del Orgullo LGBT+ se realizan en Chipre desde 2014, en la ciudad de Nicosia.

## Legislación y derechos

### Despenalización de la homosexualidad
Según el artículo 171 del Código Penal de 1959, los "actos contra natura" entre hombres podían ser castigados con hasta cinco años de prisión. Esta disposición fue eliminada en 1998, tras el caso Modinos c. Chipre (1993) del Tribunal Europeo de Derechos Humanos. Por otra parte, la autoproclamada y no reconocida República Turca del Norte de Chipre, que abarca la mayor parte del noreste de la isla de Chipre, despenalizó los actos sexuales consensuales entre personas del mismo sexo en 2014. La edad de consentimiento sexual en Chipre es de 17 años, sin importar la orientación sexual.

### Reconocimiento de las parejas del mismo sexo
En el 2015, se legalizaron las uniones civiles entre personas del mismo sexo en el Estado de Chipre, sin embargo, aun no se ha legislado a favor del matrimonio igualitario o la posibilidad de que las parejas del mismo sexo puedan acceder a la adopción.

### Leyes y medidas antidiscriminación

#### Protección laboral
Desde el año 2004, el Estado de Chipre cuenta con medidas legales las cuales prohíben la discriminación por motivos de orientación sexual en el ámbito laboral, sin embargo, la protección contra la discriminación en el empleo no se extiende hasta la Identidad y expresión de género o las características sexuales.
Ley de trato igualitario en el empleo: Los artículos 3, 4 y 6 de la Ley de trato igualitario en el empleo de 2004, ofrecen protección contra la discriminación por motivos de orientación sexual en el empleo.
Los artículos 3, 4 y 6 de la Ley de trato igualitario en el empleo expresan lo siguiente:

(3) El objeto de esta Ley es establecer un marco para combatir la discriminación por razón de origen racial o étnico, religión o creencias, edad u orientación sexual en el ámbito del empleo y el trabajo con el fin de implementar el principio de igualdad de trato.
(4) Sin perjuicio de lo dispuesto en el artículo 5, esta Ley se aplica a todas las personas del sector público y privado, incluidos los organismos públicos, las Administraciones Locales y las organizaciones de derecho público o privado en términos de:
a) Las condiciones de acceso al empleo, al trabajo por cuenta propia y al trabajo, incluidos los criterios de selección y las condiciones de contratación, con independencia del sector de actividad y en todos los niveles de la jerarquía profesional, incluidas las promociones.
b) El acceso a todos los tipos y niveles de orientación profesional, formación profesional, reciclaje y reorientación profesional, incluida la adquisición de experiencia laboral práctica.
c) Condiciones de trabajo y condiciones de empleo, incluidas las disposiciones sobre despido y remuneración. y
d) Membresía y participación en una organización de trabajadores o empleadores o en cualquier organización cuyos miembros practiquen una profesión particular, incluidos los beneficios otorgados por dichas organizaciones.
(6) Sin perjuicio de lo dispuesto en los artículos 7 y 8, cualquiera:
a) discriminación directa;
b) discriminación indirecta;
c) acoso o
d) una orden de discriminación por motivos de religión o creencias, edad, orientación sexual, origen racial o étnico en los ámbitos cubiertos por el artículo 4.

### Leyes sobre crímenes de odio e incitación al odio
Crímenes de odio
En el 2017, la Ley de enmienda del Código Penal (Ley No.31(I)), modificó el Código Penal de 1962, para insertar el artículo 35 A, que prevé la agravación de las penas para los delitos motivados por la orientación sexual y/o identidad de género de la víctima.
El artículo 35A de la Ley de enmienda del Código Penal expresa lo siguiente:

35A. El Tribunal, en el ejercicio de sus facultades al evaluar e imponer una pena, podrá tener en cuenta como agravante el motivo de perjuicio contra un grupo de personas o un miembro de un grupo de personas determinado por motivos de raza, color, origen nacional o étnico, creencias religiosas o de otro tipo, ascendencia, orientación sexual o identidad de género".

La Ley de prevención y lucha contra la violencia de género y la violencia doméstica y asuntos relacionados (Ley No. L 115(I)) de 2021, modificada en 2022, agrava el crimen de feminicidio cuando se basa en razones de orientación sexual y/o identidad de género.
El literal 2 del artículo 10A de la Ley de prevención y lucha contra la violencia de género y la violencia doméstica y asuntos relacionados expresa lo siguiente:

(2) Además de las agravantes previstas por lo dispuesto en el artículo 11, el tribunal, al medir e imponer la pena por el delito de feminicidio, toma en cuenta, como agravante, que la muerte se haya producido como consecuencia de:
(f) violencia basada en la orientación sexual o la identidad de género.

Incitación al odio
En 2015, la Ley No.87(I)/2015, reformó el Código Penal añadiendo el artículo 99A para tipificar como delito la incitación a la violencia o al odio dirigidos contra un grupo o personas de un grupo determinado por razones de orientación sexual y/o identidad de género.
El literal 1 del artículo 99A de la Ley No.87(I)/2015 expresa lo siguiente:

(1) Una persona que intencionalmente, públicamente y de manera amenazante o de naturaleza abusiva u ofensiva incite, oralmente o a través de la prensa o con textos escritos o ilustraciones o de cualquier otra forma, la violencia o el odio dirigido contra un grupo de personas. o un miembro de un grupo de personas identificadas por su orientación sexual o identidad de género, es culpable de un delito y, en caso de condena, puede ser castigado con una pena de prisión no superior a tres (3) años o una multa no superior a cinco mil euros (5.000 €) o ambas sanciones.

## Historia LGBT en Chipre
A pesar de que Chipre era una colonia del Imperio británico desde 1878, estaba bajo ocupación del Imperio Otomano hasta 1914. El Imperio Otomano había legalizado las relaciones entre personas del mismo sexo en el ámbito privado en 1858. Las leyes que penalizaban la sodomía no fueron aplicadas hasta 1929, cuando finalmente los británicos reemplazaron el código penal de Chipre impuesto por los Otomanos por el suyo. Al dividirse la isla en 1974, en el país soberano conocido como "República de Chipre" y la no reconocida internacionalmente "República Turca del Norte de Chipre", ambas partes eran muy conservadoras en sus religiones (la Iglesia Ortodoxa y el Islam respectivamente) y mantuvieron las leyes contra la sodomía.
La primera vez que se desafiaron los artículos del código penal que castigaban la homosexualidad fue en 1993, cuando Alexandros Modinos, arquitecto y activista de los derechos LGBT, ganó un juicio contra el gobierno de Chipre luego de que el tribunal dictaminara que se había violado su derecho a la privacidad. La ley, sin embargo, no sería derogada hasta 1998 cuando, de no haberlo hecho, Chipre hubiera perdido su lugar en la Unión Europea. Sin embargo, se mantuvieron leyes para restringir la libertad de expresión y asociación, muy similares a la ley rusa contra la propaganda homosexual, y se estableció que la edad de consentimiento sexual sería de dieciocho años para los homosexuales, mientras que la de los heterosexuales era de dieciséis. Sin embargo, la primera de estas leyes (la de la propaganda homosexual) sería derogada finalmente dos años después, en 2000 y, para 2002, se igualó la edad de consentimiento. 

### En la República Turca del Norte de Chipre
En la zona norte de la isla, ocupada por Turquía, la derogación de las leyes de sodomía no se produjo sino hasta el 7 de febrero de 2014, luego de que se elaborara una enmienda a principios de 2013 para descriminalizar la homosexualidad. Dos años antes, en 2012, se había propuesto incluso legalizar las uniones civiles, pero la propuesta fue rechazada por el partido entonces gobernante.